# Epidemia gorączki krwotocznej Ebola w Mali (2014)
W Afryce Zachodniej trwa epidemia gorączki krwotocznej. W październiku 2014 roku wykryto pierwszy przypadek zachorowania na gorączkę krwotoczną Ebola w Mali, powodując narastające niepokoje na temat możliwości wybuchu epidemii w tym kraju. Pierwszą ofiarą choroby była zmarła w mieście Kayes 2-letnia dziewczynka, która została wcześniej przywiezione z Gwinei. Udało się skontaktować z ponad setką osób które miały styczność z chorym dzieckiem, pozostałych 40 osób nie udało się odnaleźć. Drugi, niezwiązany przypadek zachorowania na gorączkę krwotoczną odnotowano w stolicy Mali, Bamako. Mężczyzna podróżujący z Gwinei udał się do miejscowej kliniki i zainfekował kilka osób zanim udało się zdiagnozować zakażenie wirusem Ebola. 
Epidemia gorączki krwotocznej Ebola w Afryce Zachodniej trwająca w krajach sąsiadujących z Mali od południa: Liberii, Sierra Leone oraz Gwinei pochłonęła do tej pory tysiące ofiar śmiertelnych. Mali, kraj o populacji 16,5 milionów ludzi, został wytypowany jako jeden z czterech krajów najwyższego ryzyka rozprzestrzeniania się epidemii, jeszcze zanim odnotowano tam pierwsze przypadki choroby.

## Wydajność służby zdrowia w Mali

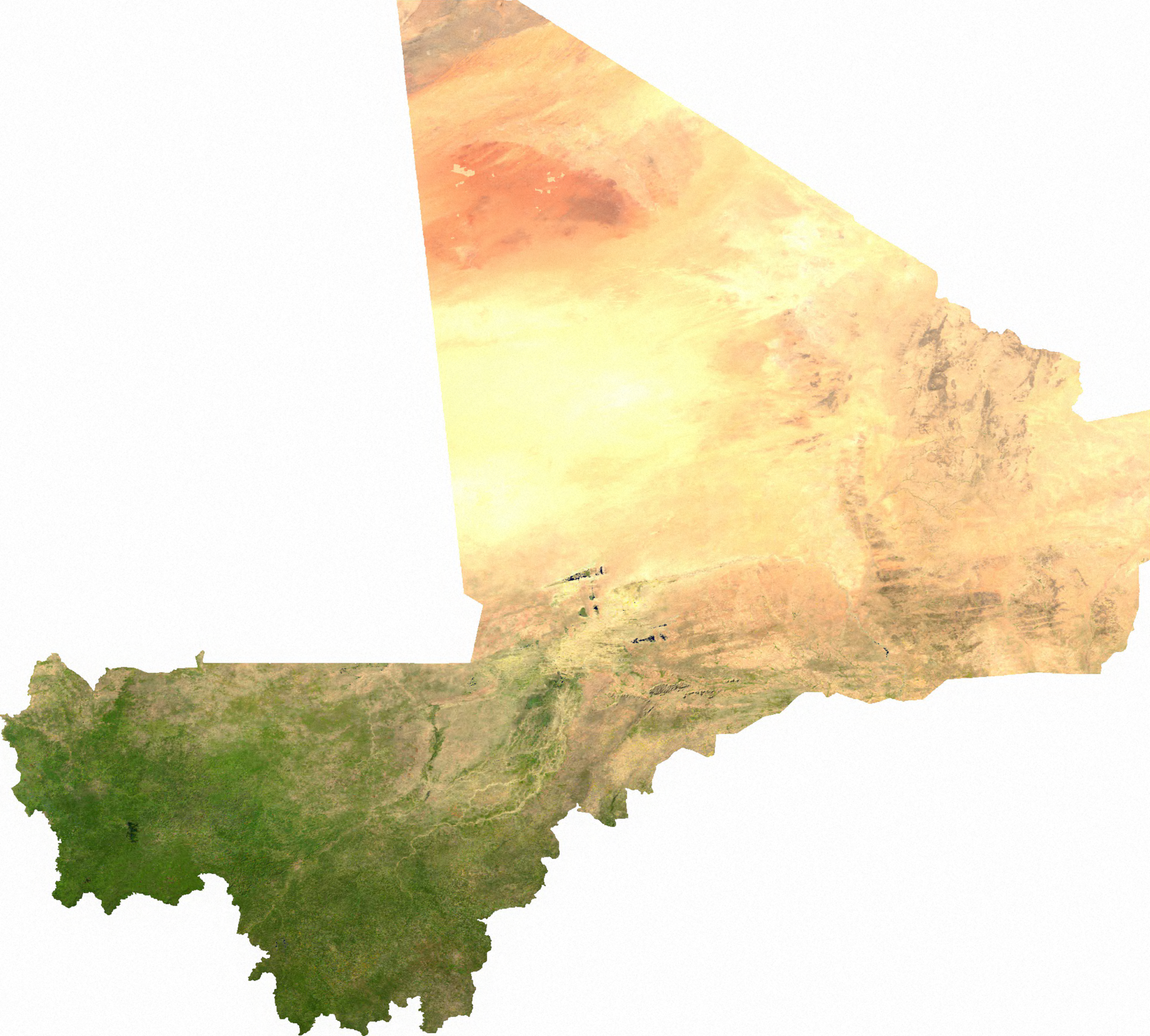
Zdjęcie satelitarne Mali

W roku 2010 raport na temat stanu służby zdrowia Mali wskazywał, że na 100 000 mieszkańców przypada tam 8 lekarzy, a 1 łóżko szpitalne przypada na 10 000 mieszkańców. Pracuje się obecnie nad ukończeniem ośrodka izolacyjnego w Bamako. W wyniku wystąpienia przypadku zachorowania na gorączkę krwotoczną w Kayes zamknięte zostały wszystkie szkoły w mieście. Szpital Fousseyni Daou stworzył plan zarządzania zachorowaniami na Ebolę, a rząd Mali otworzył specjalną infolinię. Infolinia pozwala ludziom usłyszeć niezbędne informacje na temat Eboli, ponieważ 30-40% mieszkańców Mali nie potrafi czytać. 
25 października United Nations Humanitarian Air Service (UNHAS, pol. Lotnicza Pomoc Humanitarna Narodów Zjednoczonych) dostarczyła około tony artykułów medycznych w ramach pomocy Mali. Organizacja Lekarze bez Granic pod koniec października wysłała do Mali ekipę fachowców, aby wesprzeć tamtejsze Ministerstwo Zdrowia. 
25 października Mauretania, państwo zamieszkane przez około 3,5 miliona ludzi, leżące na wschód od Mali, zamknęło swoje granice z tym krajem. Mali graniczy z Algierią, Burkina Faso, Gwineą, Wybrzeżem Kości Słoniowej, Mauretanią, Nigerią oraz Senegalem. Granica pomiędzy Mali a Gwineą ma około 800 km długości i czynione są wysiłki jej monitorowana. Mali współpracowało także z Wybrzeżem Kości Słoniowej w celu ustanowienia kontroli granicznej.
W kwietniu 2014 roku wystąpiło pierwsze podejrzenie zachorowań na gorączkę krwotoczną Ebola w Mali. Mali posiada jedno laboratorium III klasy bezpieczeństwa BSL-3 (ang. biosafety level-3), które jest w stanie wykonać badania diagnostyczne zakażenia wirusem Eboli.
Uzbekistan zakazał podróży do oraz z Gwinei, Sierra Leone, Liberii, Konga, Nigerii, Senegalu oraz Mali na początku listopada 2014
W ramach testów klinicznych w Mali 50 pracowników medycznych otrzymało eksperymentalną szczepionkę przeciwko Eboli w październiku i listopadzie. Szczepieniem objęto pracowników zajmujących się diagnozowaniem i kontrolą epidemii
Ostatnia osoba, u której podejrzewano zakażenie wirusem opuściła szpital 11 grudnia 2014, po tym jak uprzednio powtórne badanie na obecność wirusa przeprowadzone 6 grudnia 2014 przyniosło wynik negatywny.
18 stycznia 2015 minister zdrowia Mali ogłosił koniec epidemii Eboli w tym państwie.